# Токарєве
То́карєве (до 1945 року — Джамчи, крим. Camçı) — село Феодосійського району Автономної Республіки Крим.
Розташоване у центрі району.
Відстань від райцентру до населеного пункта становить 33 кілометрів по прямій.